# Dressed Up as Life
Dressed Up as Life é o segundo álbum de estúdio da banda Sick Puppies, lançado a 3 de abril de 2007.
| Críticas profissionais                                                      | Críticas profissionais |
| Avaliações da crítica                                                       | Avaliações da crítica  |
| Fonte                                                                       | Avaliação              |
| --------------------------------------------------------------------------- | ---------------------- |
| allmusic                                                                    | [ 2 ]                  |
| Type 3 Media                                                                | [ 3 ]                  |
| Esta tabela precisa de ser acompanhada por texto em prosa. Consulte o guia. |                        |

## Faixas
1. "My World" – 3:59
2. "Pitiful" – 3:44
3. "Cancer" – 3:05
4. "What Are You Looking For" – 4:09
5. "Deliverance" – 3:12
6. "All the Same" – 4:18
7. "Too Many Words" – 3:21
8. "Howard's Tale" – 4:12
9. "Asshole Father" – 3:00
10. "Issues" – 3:59
11. "Anywhere But Here" – 3:59
12. "The Bottom" – 4:37

## Paradas
| Ano  | Parada          | Posição |
| ---- | --------------- | ------- |
| 2007 | Top Heatseekers | 4       |
| 2007 | Billboard 200   | 181     |

## Créditos
- Shimon Moore - Vocal, guitarra
- Emma Anzai - Baixo, vocal de apoio
- Mark Goodwin - Bateria